# Fearless (Taylor’s Version)
Fearless (Taylor’s Version) – pierwszy nagrany ponownie album przez amerykańską piosenkarkę Taylor Swift, wydany w dniu 9 kwietnia 2021 roku za pośrednictwem Republic Records. Album ten jest nowym wykonaniem jej drugiego albumu studyjnego, Fearless (2008), i stanowi pierwszy z sześciu albumów, które Swift planuje ponownie nagrać po sporze o prawa do jej nagrań z pierwszych sześciu albumów. Oprócz utworów z oryginalnej płyty, na Fearless (Taylor’s Version) również znajduje się 6 wcześniej nie opublikowanych piosenek, które zostały napisane w trakcie tworzenia Fearless (2008).

## Lista utworów
| Nr  | Tytuł utworu                           | Autorzy                                              | Produkcja               | Długość |
| --- | -------------------------------------- | ---------------------------------------------------- | ----------------------- | ------- |
| 1.  | „Fearless”                             | Taylor Swift, Liz Rose, Hillary Lindsey              | Swift, Christopher Rowe | 4:01    |
| 2.  | „Fifteen”                              | Swift                                                | Swift, Rowe             | 4:54    |
| 3.  | „Love Story”                           | Swift                                                | Swift, Rowe             | 3:55    |
| 4.  | „Hey Stephen”                          | Swift                                                | Swift, Rowe             | 4:14    |
| 5.  | „White Horse”                          | Swift, Rose                                          | Swift, Rowe             | 3:54    |
| 6.  | „You Belong with Me”                   | Swift, Rose                                          | Swift, Rowe             | 3:51    |
| 7.  | „Breathe” (gośc. Colbie Caillat)       | Swift, Caillat                                       | Swift, Rowe             | 4:23    |
| 8.  | „Tell Me Why”                          | Swift, Rose                                          | Swift, Rowe             | 3:20    |
| 9.  | „You’re Not Sorry”                     | Swift                                                | Swift, Rowe             | 4:21    |
| 10. | „The Way I Loved You”                  | Swift, John Rich                                     | Swift, Rowe             | 4:03    |
| 11. | „Forever & Always”                     | Swift                                                | Swift, Rowe             | 3:45    |
| 12. | „The Best Day”                         | Swift                                                | Swift, Rowe             | 4:05    |
| 13. | „Change”                               | Swift                                                | Swift, Rowe             | 4:39    |
| 14. | „Jump Then Fall”                       | Swift                                                | Swift, Rowe             | 3:57    |
| 15. | „Untouchable”                          | Swift, Cary Barlowe, Nathan Barlowe, Tommy Lee James | Swift, Rowe             | 5:12    |
| 16. | „Forever & Always” (piano version)     | Swift                                                | Swift, Rowe             | 4:27    |
| 17. | „Come In with the Rain”                | Swift, Rose                                          | Swift, Rowe             | 3:57    |
| 18. | „Superstar”                            | Swift, Rose                                          | Swift, Rowe             | 4:23    |
| 19. | „The Other Side of the Door”           | Swift                                                | Swift, Rowe             | 3:58    |
| 20. | „Today Was a Fairytale”                | Swift                                                | Swift, Rowe             | 4:01    |
| 21. | „You All Over Me” (gośc. Maren Morris) | Swift, Scooter Carusoe                               | Swift, Aaron Dessner    | 3:40    |
| 22. | „Mr. Perfectly Fine”                   | Swift                                                | Swift, Jack Antonoff    | 4:37    |
| 23. | „We Were Happy”                        | Swift, Rose                                          | Swift, Dessner          | 4:04    |
| 24. | „That’s When” (gośc. Keith Urban)      | Swift, Brad Warren, Brett Warren                     | Swift, Antonoff         | 3:09    |
| 25. | „Don’t You”                            | Swift, James                                         | Swift, Antonoff         | 3:28    |
| 26. | „Bye Bye Baby”                         | Swift, Rose                                          | Swift, Antonoff         | 4:02    |

## Certyfikaty i sprzedaż
| Kraj                   | Certyfikat         | Sprzedaż |
| ---------------------- | ------------------ | -------- |
| Australia (ARIA)       | platynowa płyta    | 70 000+  |
| Dania (IFPI Danmark)   | złota płyta        | 10 000+  |
| Francja (SNEP)         | złota płyta        | 50 000+  |
| Hiszpania (Promusicae) | złota płyta        | 20 000+  |
| Kanada (MC)            | 2× platynowa płyta | 160 000+ |
| Nowa Zelandia (RMNZ)   | 2× platynowa płyta | 30 000+  |
| Polska (ZPAV)          | złota płyta        | 10 000+  |
| Wielka Brytania (BPI)  | złota płyta        | 100 000+ |